# سرجو آمیدی
سرجو آمیدی (ایتالیایی: Sergio Amidei؛ زاده ۳۰ اکتبر ۱۹۰۴ درگذشته ۱۴ آوریل ۱۹۸۱) فیلم‌نامه‌نویس اهل ایتالیا بود.
از فیلم‌هایی که وی در آن‌ها نقش داشته‌است، می‌توان به پزشک بیمه سلامت، آخرین رقص، زندگی دشوار، ببخشید، موافقید یا مخالف؟، شهبانوی ناوارا، عشق‌های حزن‌انگیز و هارلم اشاره نمود.